# Hermann von Fehling
Hermann Christian von Fehling (født 9. juni 1812 i Lübeck, død 1. juli 1885 i Stuttgart) var en tysk kemiker, som er mest kendt for opfindelsen af Fehlings reagens til bestemmelse af aldehyder og ketoner i opløsninger.